# Thomas F. Konop
Thomas Frank Konop (* 17. August 1879 in Franklin, Wisconsin; † 17. Oktober 1964 in San Pierre, Indiana) war ein US-amerikanischer Politiker. Zwischen 1911 und 1917 vertrat er den Bundesstaat Wisconsin im US-Repräsentantenhaus.

## Werdegang
Thomas Konop besuchte die Two Rivers High School, die Oshkosh State Normal School und das Northern Illinois College of Law. Nach einem anschließenden Jurastudium an der University of Nebraska in Lincoln und seiner im Jahr 1904 erfolgten Zulassung als Rechtsanwalt begann er in Kewaunee (Wisconsin) in seinem neuen Beruf zu arbeiten. Zwischen 1905 und 1911 war er Bezirksstaatsanwalt im Kewaunee County. Danach verlegte er seinen Wohnsitz und seine Anwaltskanzlei nach Green Bay.
Politisch war Konop Mitglied der Demokratischen Partei. Bei den Kongresswahlen des Jahres 1910 wurde er im neunten Wahlbezirk von Wisconsin in das US-Repräsentantenhaus in Washington, D.C. gewählt, wo er am 4. März 1911 die Nachfolge des Republikaners Gustav Küstermann antrat. Nach zwei Wiederwahlen konnte er bis zum 3. März 1917 drei Legislaturperioden im Kongress absolvieren. Ab 1913 war er Vorsitzender des Ausschusses zur Kontrolle der Ausgaben für öffentliche Gebäude.
Bei den Wahlen des Jahres 1916 unterlag Konop dem Republikaner David G. Classon. In der Folgezeit arbeitete er in Madison als Anwalt. Zwischen 1917 und 1922 wirkte er in der Industriekommission des Staates Wisconsin mit. Gleichzeitig war er auch Mitglied des Ausbildungsrates seines Staates. Im Jahr 1922 zog Konop nach Milwaukee, wo er bis 1923 als Jurist arbeitete. Zwischen 1923 und 1941 war er Dekan der juristischen Fakultät der University of Notre Dame in Indiana. Bis zu seinem Ruhestand im Jahr 1950 blieb er als Professor an dieser Universität. Bis 1962 lebte er in South Bend. Er starb am 17. Oktober 1964 in San Pierre und wurde in South Bend beigesetzt.